# Surf’s Up (Lied)
Surf’s Up ist ein Lied von The Beach Boys bzw. von Brian Wilson. Das Lied wurde von Brian Wilson und Van Dyke Parks geschrieben. Surf’s Up war das erste Lied, das Wilson und Parks gemeinsam für das Smile-Album schrieben und das einen Mittelpunkt für dieses Konzeptalbum darstellen sollte.

## Aufnahmen 1966
Surf’s Up wurde während einer einzigen Nacht im Jahr 1966 geschrieben. Wilson komponierte das Stück auf seinem Klavier, das er zur besseren Inspiration in seiner Sandkiste aufgestellt hatte.
Wilson präsentierte das Stück alleine mit Klavierbegleitung für ein CBS-Special über Popmusik, das von Leonard Bernstein moderiert wurde. Diese Solo-Version nahm er später auch in seinem Wohnzimmer auf. Der erste Teil des Liedes wurde im November 1966 im Studio eingespielt, allerdings ohne Gesang. Diese Aufnahmen wurden auf einen späteren Zeitpunkt verschoben, allerdings nicht mehr beendet.

## Aufnahme 1971
1971 wurden die Aufnahmen zu diesem Stück unter der Leitung von Carl Wilson für die Beach Boys wieder vorangetrieben. Carl griff hierbei für den ersten Teil auf den vorhandenen Backing-Track aus dem Jahr 1966 zurück, um diesen mit weiterer Instrumentalisierung zu unterlegen und den Gesang beizusteuern. Für den zweiten Teil nahm er das vorhandene Demo von Brian Wilson aus dessen Wohnzimmeraufnahme aus dem Jahr 1966. Obwohl Brian mit der Aufnahme nicht viel zu tun hatte, stellte er ein weiteres Fragment aus dem Smile Album zur Verfügung, um dieses Lied zu beenden. Basierend auf dem Stück „Child Is Father of the Man“ schloss er das Lied „Surf’s Up“ ab, indem er die Beach Boys mit ihren Harmonien über das vorhandene Klavier-Demo singen ließ. Al sang dazu die Melodiestimme, die auf „Father of the Man“ basierte. Eine weitere Textzeile „As life is done, all the children carry on“ wurde von Brian hierfür entfernt.
Das Lied wurde in dieser fertigen Version 1971 als Single veröffentlicht.

## Aufnahme 2004
Als Brian Wilson im Jahr 2004 Smile endgültig fertigstellte, nahm er auch Surf’s Up neu auf. Das Arrangement aus dem Jahr 2004 ist der Version aus dem Jahr 1971 sehr nahe. Das Lied wurde allerdings eine halbe Oktave tiefer aufgenommen und die Melodiestimme eine ganze Oktave nach unten versetzt.

## Bedeutung des Textes
Das Lied handelt grundsätzlich von einem Mann, der bei einem Konzert durch ein Opernglas das Publikum beobachtet, welches seine Rollen spielt. Er erkennt, dass Existenzen, Institutionen und Königreiche zusammenbrechen wie Dominosteine. Dann ist die Musik vorüber und verwandelt sich in einen trompetenden Schwan. Der Mann hat sich in seiner Vision verloren und begibt sich auf eine Reise. Die Realität ist weit fort, er kreiert sie selbst in einem Traum. Er besucht das alte Europa des Mittelalters, wo er auf arme Menschen in Kellertavernen trifft, die ihr Glück im Gesang suchen. Er sieht die Feste, die Trinkgelage, die Versuche der Menschen, die Kriege zu vergessen, die Schlachten auf See. Dann fühlt sich der Mann niedergeschlagen, weil er für das Leid der Welt und sein eigenes Leid nicht einmal Tränen hat.
Aber er spürt die Hoffnung. Zurück zu den Gezeiten, zum Strand, zur Kindheit und er hört das Wort – Gottes Wort, das sich ihm daherlegt in einem Kinderlied und er hört zu, um zu wissen, dass die Kinder den Weg kennen.

## Coverversionen
Im Jahr 2001 wurde für das „All Star Tribute to Brian Wilson“ das Lied von Vince Gill, Jimmy Webb und David Crosby aufgenommen.